# Březinky
Březinky är en ort i Tjeckien.   Den ligger i regionen Pardubice, i den östra delen av landet, 180 km öster om huvudstaden Prag. Březinky ligger 409 meter över havet och antalet invånare är 150.
Terrängen runt Březinky är kuperad norrut, men söderut är den platt. Runt Březinky är det ganska glesbefolkat, med 36 invånare per kvadratkilometer. Närmaste större samhälle är Moravská Třebová, 13,8 km nordväst om Březinky. I omgivningarna runt Březinky växer i huvudsak blandskog.